# Geotrupes lenardoi
Geotrupes lenardoi es una especie de coleóptero de la familia Geotrupidae.

## Distribución geográfica
Habita en Arabia.